# Сартина, Дмитрий Иванович
Дми́трий Ива́нович Сарти́на (укр. Дмитро Іванович Сартіна; род. 22 февраля 1992, Ужгород) — украинский футболист, защитник

## Игровая карьера
Дмитрий Сартина родился 22 февраля 1992 года в Ужгороде. В ДЮФЛ выступал с 2005 по 2007 год в составе СДЮШОР «Ужгород», а с 2008 по 2009 год — в донецком «Шахтёре».
В 2009 году подписал свой первый профессиональный контракт с донецким «Шахтёром». Однако за первую команду дончан не сыграл ни одного поединка. Выступал во второй лиге, играя за фарм-клуб горняков, «Шахтёр-3». Дебютировал за донецкую команду 5 сентября 2009 в победном (4:1) выездном поединке 7-го тура группы Б второй лиги против запорожского «Металлурга-2». Дмитрий вышел на поле на 90-й минуте, замнив Ярослава Ямполя. Дебютным голом на профессиональном уровне отличился 21 октября 2012 на 23-й минуте проигранного (1:3) выездного матча 19-го тура против кременчугского «Кремня». Сартина вышел в стартовом матче и отыграл весь поединок. В течение своего пребывания в «Шахтёре-3» сыграл в футболке клуба 88 матчей и отметился 1 голом. По результатам сезона 2012/13 годов был включён в сборную группы Б второй лиги по версии портала Football.ua.
В конце февраля 2014 перешёл в харьковский «Гелиос». В футболке «солнечных» дебютировал 18 мая 2014 в проигранном (1:3) выездном матче 28-го тура первой лиги против головкивского «УкрАгроКома». Дмитрий вышел на поле в стартовом составе, а на 75-й минуте его заменил Станислав Чучман. В октябре и июне 2015 года попадал в символическую сборную тура в первой лиге (на позиции левый защитник) по версии интернет-портала UA-Футбол. Всего за «Гелиос» в первой лиге провёл 31 матч, ещё 4 поединка сыграл в Кубке Украины. В конце ноября 2015 года покинул расположение харьковского клуба.
В начале января 2016 года отправился на просмотр в МФК «Николаев», по результатам которого был подписан полноценный контракт. В футболке «Николаева» дебютировал 26 марта 2016 в проигранном (0:1) выездном поединке 19-го тура первой лиги против ФК «Полтавы». Сартина вышел на поле в стартовом составе и отыграл весь матч. В конце мая 2015 попал в символическую команду недели по версии UA-Футбол на позиции правого защитника. 9 октября 2016 в матче 13-го тура первой лиги чемпионата Украины против черновицкой «Буковины» (0:2) на 67-й минуте за «агрессивное поведение» (согласно протоколу) получил прямую красную карточку. «Николаев» опротестовал это решение. А уже в следующем, 14-м, туре, 16 октября 2016 на 36-й минуте проигранного (1:2) домашнего матча против ровненского «Вереса» отметился дебютным голом в футболке «корабелов». В составе «Николаева» 26 апреля 2017 годы сыграл в полуфинале Кубка Украины против киевского «Динамо».